# Pontenovense Futebol Clube
Pontenovense Futebol Clube é um clube amador brasileiro da cidade de Ponte Nova, em Minas Gerais. Fundado em 11 de outubro de 1911, é um dos clubes mais tradicionais da cidade, ao lado do Esporte Clube Palmeirense e da Sociedade Esportiva Primeiro de Maio. Conhecido como "Baeta da Vila Oliveira", o clube participa regularmente de competições promovidas pela Liga Municipal de Desportos de Ponte Nova e já foi campeão em diversas ocasiões.

## História
O Pontenovense foi fundado em 1911 por um grupo de cidadãos ponte-novenses com o nome original de Pontenovense Foot-Ball Club. Em 1914, disputou sua primeira partida oficial contra um time de Viçosa. Em 1923, registrou seu primeiro estatuto, consolidando sua estrutura organizacional. O clube foi pioneiro no esporte da cidade, fundando um departamento de basquete em 1926 e um departamento recreativo em 1929.
Em 1935, o Pontenovense adquiriu um terreno no bairro Vila Oliveira, onde construiu a sua Praça de Esportes, com campo de futebol, quadras e área de lazer. Em 1950, foi inaugurada a sede social na Avenida Caetano Marinho, nº 278, que se tornou o centro das atividades culturais e sociais do clube. Durante décadas, o clube foi referência esportiva, cultural e recreativa em Ponte Nova.
Em janeiro de 1968, o clube participou de um amistoso histórico contra a Associação dos Veteranos do Esporte de Ponte Nova, que contou com a participação do célebre jogador Mané Garrincha. A partida terminou empatada em 2 a 2. A diretoria na época contava com Biagio Dattoli no departamento de futebol e Nelson Alves na presidência do Conselho Deliberativo. 
A trajetória do clube foi marcada por um grande desafio em fevereiro de 1979, quando uma enchente sem precedentes devastou a cidade de Ponte Nova. O Estádio Juca Fonseca e suas dependências, localizados na Vila Oliveira, foram destruídos pela força das águas. O evento representou um duro golpe para o patrimônio do clube, exigindo um grande esforço da comunidade e de seus dirigentes para a reconstrução da praça de esportes nos anos seguintes.
No ano de 1981, o Pontenovense Futebol Clube passou por um processo de reativação, com uma diretoria que incluía nomes como Joãozinho Semião, Luiz Carlos Soares Martins Filho e Gilda Alves Costa Martins. Durante este período, o clube intensificou seu calendário de eventos sociais e culturais, incluindo o "Conversa de Botequim", um evento que reunia músicos de diferentes gerações da cidade.
O centenário foi comemorado com eventos e homenagens em 2011, com destaque para a memória do esporte local e da atuação do clube na formação de atletas e integração comunitária.

## Estádio
O clube manda seus jogos na '''Praça de Esportes Juca Fonseca''', localizada no bairro Vila Oliveira. Em 1968, o estádio recebeu melhorias importantes, como a instalação de alambrados, visando aprimorar a segurança e a estrutura para os jogos. A praça esportiva possui campo de grama, arquibancadas, vestiários e estrutura básica para treinamentos. A capacidade estimada é de 3.000 espectadores.

## Cores e símbolo
As cores oficiais do Pontenovense são vermelho e branco. O escudo do clube tem fundo vermelho e uma faixa diagonal branca com as iniciais PFC. O uniforme principal é composto por camisa, calção e meiões vermelhos, com detalhes brancos.

## Títulos

### Adulto
Supercopa dos Inconfidentes e Vale do Piranga
- - Campeão: 2015, 2019, 2024
  - Vice-campeão: 2023

### Base
Copa Oratórios Sub-20
- - Campeão invicto: 2017

## Estrutura
O clube mantém categorias de base e participa de torneios locais de formação. Não possui divisão oficial feminina. As atividades são coordenadas de forma voluntária pela comunidade esportiva do bairro Vila Oliveira e simpatizantes. Além de sua função esportiva, a sede social do Pontenovense, localizada na Avenida Caetano Marinho, consolidou-se como um dos principais espaços para eventos da cidade, recebendo solenidades de importantes entidades municipais, como a posse da diretoria da Associação Comercial e Industrial de Ponte Nova (ACIP/CDL) e festas de associações regionais.

## Torcida e rivalidades
O Pontenovense possui tradição e torcida fiel na cidade, especialmente na região da Vila Oliveira. Os principais clássicos são contra o Palmeirense e o 1º de Maio, que compõem o trio de clubes tradicionais da cidade.

## Participação em campeonatos
O clube participa anualmente da:
Supercopa Saudali dos Inconfidentes e Vale do Piranga (organizada pela Liga Municipal)
Torneios Sub-15, Sub-17 e Sub-20 locais
Competições amistosas da Zona da Mata mineira

## Comunicação e mídia
O clube é presença constante na imprensa local, com cobertura no jornal Folha de Ponte Nova e no site Líder Notícias. Possui perfis ativos no Facebook e Instagram, onde divulga seus jogos, treinos e ações sociais.